# Friedrich-List-Schule (Wiesbaden)
Die Friedrich-List-Schule (Abkürzung: FLS Wiesbaden) ist eine berufsbildende Schule und ein Berufliches Gymnasium in Wiesbaden.

## Geschichte
Am 22. April 1902 wurde die Schule zunächst als Fortbildungseinrichtung für Kaufleute durch den Staat Preußen gegründet. Zu Beginn zählte sie etwa 270 Schüler, welche in verschiedenen Schuleinrichtungen unterrichtet wurden, da noch kein eigenes Schulgelände zur Verfügung stand. Schülerinnen und Schüler wurden getrennt unterrichtet.
Während der Zeit des Ersten Weltkrieges wurden alle Lehrkräfte zum Kriegsdienst berufen, der Unterricht wurde infolgedessen fast komplett eingestellt. Nach Kriegsende wurde die Schule am 24. April 1919 als Höhere Handelsschule wieder eröffnet. Im Jahre 1939 erhielt sie schließlich ein eigenes Gebäude in der Manteuffelstraße.
1948 wurde die Handelslehranstalt in eine selbständige Berufsschule (spätere Schulze-Delitzsch-Schule in Wiesbaden) unter Leitung von Berufsschuldirektor Urban und in eine Wirtschaftsoberschule, eine Höhere Handelsschule und eine Handelsschule unter Leitung von Oberstudiendirektor Traumüller geteilt, wodurch die heutige Friedrich-List-Schule gebildet wurde. Namensgeber ist der deutsche Ökonom Friedrich List, ein Begründer der modernen Volkswirtschaftslehre. 1960 wurde das Wirtschaftsgymnasium eingerichtet, welches zur allgemeinen Hochschulreife führt und heute vom Großteil der Schülerschaft besucht wird. 1967 wurden neue Gebäude in der Brunhildenstraße bezogen, wo sich die Schule noch heute befindet.
Im Jahr 1968 wurde die Schule um ein Technisches Gymnasium und eine zweijährige Berufsfachschule, später um eine Berufsschule für kaufmännische Berufe erweitert. Die Höhere Handelsschule wurde von umliegenden Schulen im so genannten „Berufsschulzentrum“ übernommen. Das Technische Gymnasium und das Wirtschaftsgymnasium wurden später allgemein zum Beruflichen Gymnasium mit verschiedenen Fachzweigen zusammengelegt.
Im Juni 2003 fand die Gründungsversammlung des Förder- und Freundeskreis der Friedrich-List-Schule e. V. statt.

## Organisation und Schulangebot
Die FLS Wiesbaden gliedert sich in ein Berufliches Gymnasium mit den Fachrichtungen Wirtschaftslehre, Elektrotechnik, praktische Informatik, Chemietechnik, Gesundheit und Gestaltungstechnik. Seit dem Jahr 2011 gibt es außerdem die Fachrichtung Wirtschaftslehre in ausschließlich englischer Sprache. Als weitere Fremdsprachen werden Französisch, Italienisch, Spanisch und Latein angeboten.
Das Sportangebot besteht aus den Sportarten Badminton, Basketball, Fitness, Flag-Football, Fußball, Gymnastik, Handball, Krafttraining, Leichtathletik, Golf, Orientierungslauf, Schwimmen, Tanz, Sportspiele, Squash, Tanz, Tischtennis, Turnen, Ultimative-Frisbee. Volleyball, Yoga und Klettern. Zwei Sporthallen stehen zur Verfügung.
Weiterhin gibt es die Zweijährige Höhere Berufsfachschule für Informationsverarbeitung (HBFS) und die Berufsfachschule Wirtschaft und Verwaltung (BFS), welche nachfolgende Ausbildungsberufe anbietet:
- Kaufmann im Einzelhandel
- Verkäufer, Kaufmann im Groß- und Außenhandel
- Immobilienkaufmann
- Veranstaltungskaufmann
- Kaufmann für Marketingkommunikation
- Medienkaufmann sowie Gestalter für visuelles Marketing

Die FLS Wiesbaden wird derzeit (Stand: 2014) von ca. 2.200 Schülern besucht, wovon etwa 700 auf das Berufliche Gymnasium entfallen. Aktuell unterrichten 125 Lehrer. Damit ist sie die größte Schule der Landeshauptstadt Wiesbaden und Umgebung.

## Bisherige Direktoren
| Direktor        | Beginn der Amtszeit | Ende der Amtszeit |
| --------------- | ------------------- | ----------------- |
| Wewer           | 1904                | 1921              |
| Knoll           | 1921                | 1945              |
| Urban           | 1945                | 1948              |
| Traumüller      | 1948                | 1960              |
| Johannes Krüger | 1960                | 1973              |
| Helmut Weber    | 1973                | 1984              |
| Wolfgang Thiel  | 1984                | 2013              |
| Thomas Meyke    | 2013                | 2021              |
| Rainer Füll     | 2023                |                   |

## Besonderheiten
- Von 2008 bis 2012 wurde durch die Schüler des Leistungskurses Mathematik ein jährlicher Online-Adventskalender in Zusammenarbeit mit dem Wiesbadener Kurier und ab 2009 mit der Frankfurter Rundschau erstellt, der überregional Aufmerksamkeit erregt hat. Dieser war so konzipiert, dass jeden Tag eine Rechenaufgabe gestellt wird, welche online beantwortet werden konnte. Die Aufgaben sollten laut Angaben der Schüler mit dem täglichen Leben zu tun haben und trotz Schwierigkeitsgrad mit einfacher Oberstufenmathematik zu lösen sein. Die Lösungen wurden am nächsten Tag in der Frankfurter Rundschau bekannt gegeben. Laut der Schulleitung sollte der Kalender den praktischen Einsatz der Mathematik zeigen und das Interesse in der Bevölkerung wecken. Die Teilnehmer mit den meisten korrekten Antworten erhielten dabei einen Preis.[4][5]

- Schüler der FLS Wiesbaden sind mehrfach mit dem Leonardo-Schul-Award ausgezeichnet worden, dessen Patenschaft u. a. die ehemalige Bundesministerin Kristina Schröder übernommen hat.
- Seit 2008 wird die Möglichkeit angeboten, den europäischen Computerführerschein ICDL zu erwerben.
- Seit 2011 wird ein komplett bilingualer Wirtschaftsunterricht in englischer Sprache angeboten.
- Seit 2010 existiert ein so genanntes „Schulpastoral“, welches vom Bistum Limburg gefördert wird und den Anspruch erhebt, einen „Beitrag zur Humanisierung von Schule“ zu leisten und „Menschen ganzheitlich in ihrer Entwicklung fördern und stärken“.
- 2024 gewann das Schulsanitätsteam der Friedrich-List-Schule den ersten Platz in einem Sanitätswettbewerb. Dies ist unter anderem der herausragenden Leistung des Schülers Charlie Friesenhahn zu verdanken. Seitdem ist die Schule auch im Besitz eines Defibrillators.[6]